# Open d'Orleans 2024
L'Open d'Orleans 2024 è stato un torneo maschile di tennis professionistico. È stata la 19ª edizione del torneo, facente parte della categoria Challenger 125 nell'ambito dell'ATP Challenger Tour 2024, con un montepremi di 148 000 €. Si è giocato dal 23 al 29 settembre 2024 sui campi in cemento indoor del Palais des Sports di Orléans, in Francia.

## Partecipanti

### Teste di serie
| Nazionalità | Giocatore             | Ranking* | Testa di serie |
| ----------- | --------------------- | -------- | -------------- |
| Francia     | Quentin Halys         | 98       | 1              |
| Canada      | Denis Shapovalov      | 101      | 2              |
| Francia     | Constant Lestienne    | 103      | 3              |
| Francia     | Luca Van Assche       | 111      | 4              |
| Francia     | Harold Mayot          | 118      | 5              |
| Francia     | Richard Gasquet       | 122      | 6              |
| Francia     | Pierre-Hugues Herbert | 128      | 7              |
| Regno Unito | Jacob Fearnley        | 129      | 8              |

* Ranking al 16 settembre 2024.

### Altri partecipanti
I seguenti giocatori hanno ricevuto una wild card per il tabellone principale:
- Robin Bertrand
- Antoine Escoffier
- Norbert Gombos

I seguenti giocatori sono passati dalle qualificazioni:
- Jonathan Eysseric
- Mark Lajal
- Tristan Lamasine
- Eliakim Coulibaly
- Aleksej Vatutin
- Samuel Vincent Ruggeri

Il seguente giocatore è entrato in tabellone come lucky loser:
- Maxime Janvier

## Punti e montepremi
| Torneo    | Torneo              | V      | F      | SF    | QF    | 2T    | 1T    | Q | Q2  | Q1  |
| Singolare | Punti               | 125    | 64     | 35    | 16    | 8     | 0     | 5 | 3   | 0   |
| Singolare | Premi in denaro (€) | 19 650 | 11 570 | 6 850 | 3 990 | 2 345 | 1 420 | – | 710 | 355 |
| Doppio    | Punti               | 125    | 64     | 35    | 16    | –     | 0     | – | –   | –   |
| Doppio    | Premi in denaro (€) | 8 420  | 4 900  | 2 940 | 1 750 | –     | 990   | – | –   | –   |

## Campioni

### Singolare
Jacob Fearnley ha sconfitto in finale  Harold Mayot con il punteggio di 6–3, 7–6(5).

### Doppio
Benjamin Bonzi /  Sascha Gueymard Wayenburg hanno sconfitto in finale  Manuel Guinard /  Grégoire Jacq con il punteggio di 7–6(7), 4–6, [10–5].